# فیصل العنزی
فیصل العنزی (انگلیسی: Faisal Al Enezi؛ زادهٔ ۱۱ ژوئن ۱۹۸۸) بازیکن فوتبال اهل کویت است.
از باشگاه‌هایی که در آن بازی کرده‌است می‌توان به باشگاه ورزشی السالمیه کویت اشاره کرد.
وی همچنین در تیم ملی فوتبال کویت بازی کرده‌است.